# Escuela Catedralicia de Lund
Katedralskolan (literalmente Escuela catedral en sueco) es un liceo situado en Lund en Suecia. La escuela se fundó en 1085 por el rey danés Canuto IV de Dinamarca. Es la escuela más antigua de Escandinavia, y de las más antiguas de Europa del Norte.

## Historia

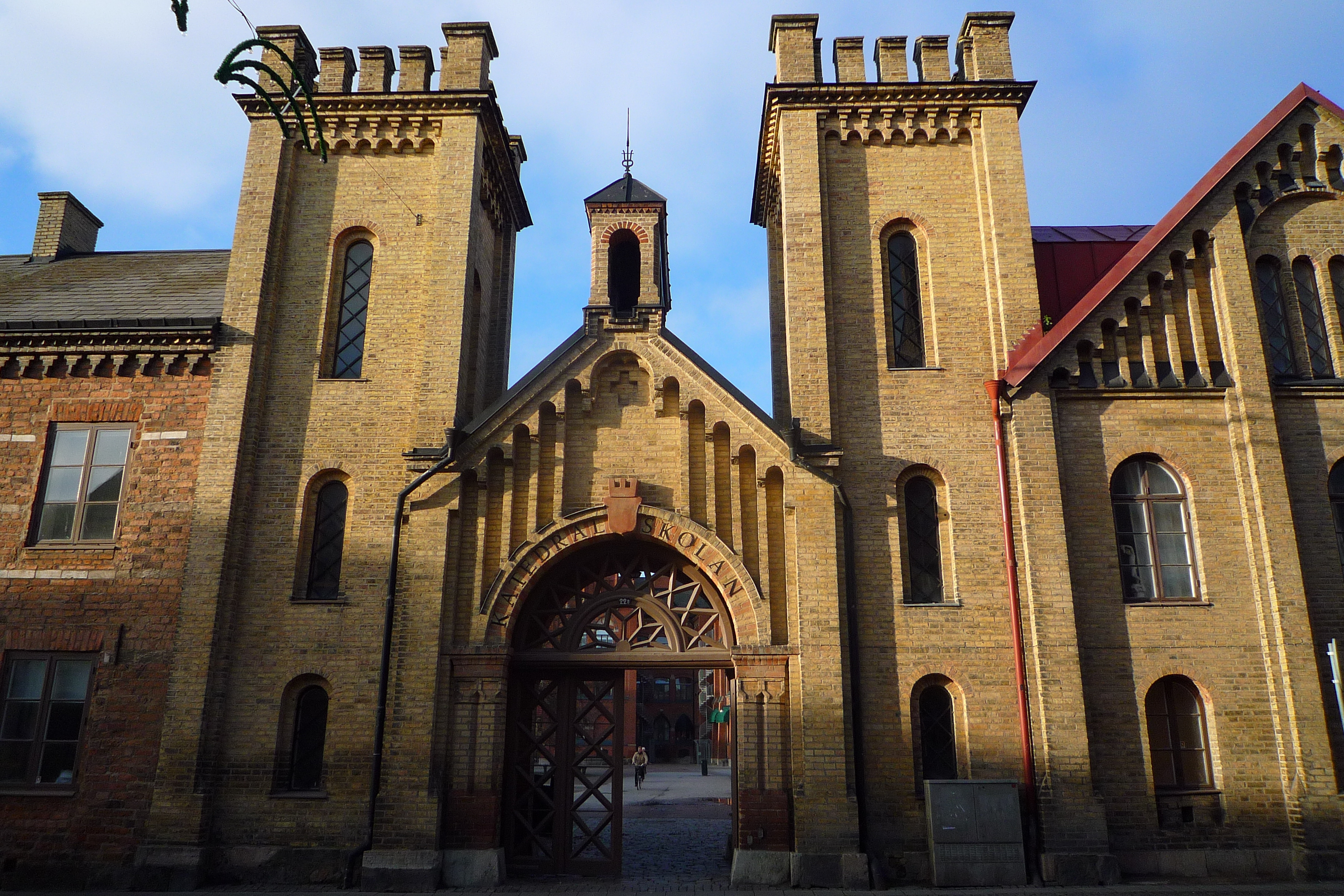
El Karl XII-huset.

La escuela se fundó en 1085 por el rey danés Canuto IV de Dinamarca (por entonces, Lund era una población danesa). Inicialmente era una escuela catedralicia con la vocación de formar clérigos. Tras el Tratado de Roskilde, cuando Lund y el resto de Escania son transferidos a Suecia, y durante la guerra de Escania, la escuela es convertida en escuela de primaria con solo dos clases.
Durante 750 años estuvo situada junto a la Catedral de Lund. En 1837, la escuela adquirió los locales entre Stora y Grönegatan Sodergatan incluyendo el edificio Karl XII-huset (construido en el siglo XVI y residencia del rey Carlos XII de Suecia entre 1716 y 1718). Está considerado uno de los edificios más importantes de Lund. El edificio principal fue construido en 1896 por Alfred Hellerström.

## Actualidad
La escuela tiene categoría de instituto desde 1971.  Cuenta con cerca de 1400 estudiantes, distribuidos en 5 grupos: ciencias naturales, ciencias sociales, lenguas vivas, historia y Bachillerato Internacional.
- Datos: Q2812652
- Multimedia: Katedralskolan, Lund / Q2812652